# Jonathan Tabu
Beye Jonathan Tabu Eboma, (Kinshasa, República democrática del Congo, 7 de octubre de 1985) es un jugador de baloncesto belga. Con 1.90 metros de estatura, juega en la posición de base en las filas del Guerino Vanoli Basket de la Serie A2, la segunda categoría del baloncesto italiano. Es internacional absoluto con Bélgica.

## Trayectoria
En 2004, empezó a jugar en las filas del Spirou Charleroi en su filial de segunda división, el CPH Spirou Gilly, donde pasó las dos primeras temporadas alternando con el primer equipo. Ganó 3 ligas belgas y 1 copa con Spirou y jugó dos Copa ULEB y dos Eurocup.
En 2010 firmó con Pallacanestro Cantú, a la siguiente temporada fue cedido al Vanoli Cremona, y después volvió a Cantú, donde ganó la Supercopa italiana en 2012 y donde jugó la Euroliga. Su mejor marca anotadora en Euroliga fueron 17 puntos contra Panathinaikos B.C. en noviembre de 2012.
En la temporada 2013-2014 jugó en las filas del CAI Zaragoza, donde disputó la Eurocup y la Copa del Rey. En agosto de 2014 firma por el ALBA Berlin alemán, donde vuelve a jugar la Euroliga, pero en abril de 2015 deja el equipo y acaba la temporada en el Emporio Armani Milano italiano.
El 28 de julio de 2015 vuelve a la Liga Endesa de la mano del Montakit Fuenlabrada donde firma por un año.
El 29 de julio de 2016 el Bilbao Basket anunció el acuerdo para contratarle por tres temporadas, abandonando el equipo en junio de 2018.
En la temporada 2019-20 juega en las filas del ESSM Le Portel galo, en donde promedia 9'6 puntos, 3'4 asistencias y un 42% de acierto en triples.
En julio de 2020, regresa a España para jugar en las filas del Bàsquet Manresa de la Liga Endesa, siendo su cuarta experiencia de Tabu en Liga Endesa tras haber pasado por Zaragoza, Fuenlabrada y Bilbao entre los años 2013 y 2018.
El 8 de diciembre de 2021, firma como jugador del Champagne Châlons-Reims de la Pro A francesa, para cubrir la lesión de su compatriota Jean Salumu.
El 4 de febrero de 2022, se compromete con el Limburg United de la BNXT League, para cubrir la lesión de Casey Benson.
En la temporada 2022-23, firma por el Guerino Vanoli Basket de la Serie A2, la segunda categoría del baloncesto italiano.

## Selección nacional
En 2005 con la selección Sub-20 belga fue el máximo anotador del Europeo Sub-20 División B, con 22 puntos por partido. Con la selección absoluta ha participado en el Eurobasket 2011 en Lituania, en el Eurobasket 2013 en Eslovenia, Eurobasket 2015 en Francia.
En septiembre de 2022 disputó con el combinado absoluto belga el EuroBasket 2022, finalizando en decimocuarta posición.